# جون والاس جونز
جون والاس جونز (بالإنجليزية: John Wallace Jones)‏ هو قاضي ومصور وسياسي أمريكي، ولد في 31 مارس 1822، وتوفي في 6 سبتمبر 1895. حزبياً، نشط في الحزب الديمقراطي.